# Uropelma
Uropelma is een geslacht van vliesvleugeligen uit de familie Eupelmidae. De wetenschappelijke naam van dit geslacht is voor het eerst geldig gepubliceerd in 1988 door Sharkov.

## Soorten
Het geslacht Uropelma is monotypisch en omvat slechts de volgende soort:
- Uropelma formosum Sharkov, 1988